# Irene Ekelund
Irene Michelle Ekelund (Pakistan, 8 marzo 1997) è una velocista svedese.

## Biografia
Nata in Pakistan da madre angolana e padre svedese, durante il servizio per le Nazioni Unite di quest'ultimo; la famiglia si è poi trasferita a Karlstad, dove Ekelund ha affiancato agli studi curricolari la partecipazione a squadre locali di atletica leggera.
Nel 2013, dopo aver stabilito il record nazionale indoor nei 200 metri piani nel corso dei campionati nazionali, Ekelund ha preso parte alle prime competizioni internazionali conquistando una medaglia d'oro ai Mondiali allievi in Ucraina, prima medaglia d'oro mondiale nella storia mai conquistata dalla Svezia in una gara di velocità. L'anno seguente, dopo essere giunta seconda ai Mondiali juniores nell'Oregon, ha preso parte con la nazionale seniores agli Europei in Svizzera.
Dopo aver preso parte agli Europei indoor di Praga, Ekelund torna alle competizioni internazionali nuovamente nel 2019, dopo aver fronteggiato una depressione che l'ha tenuta lontana dalle competizioni internazionali per alcuni anni.

## Palmarès
| Anno | Manifestazione | Sede    | Evento      | Risultato  | Prestazione | Note                  |
| ---- | -------------- | ------- | ----------- | ---------- | ----------- | --------------------- |
| 2013 | Mondiali U18   | Donec'k | 100 m piani | 5ª         | 11"62       |                       |
| 2013 | Mondiali U18   | Donec'k | 200 m piani | Oro        | 22"92       | Record dei campionati |
| 2014 | Mondiali U20   | Eugene  | 100 m piani | 6ª         | 11"61       |                       |
| 2014 | Mondiali U20   | Eugene  | 200 m piani | Argento    | 22"97       |                       |
| 2014 | Europei        | Zurigo  | 200 m piani | Semifinale | 23"26       |                       |
| 2014 | Europei        | Zurigo  | 4×100 m     | 6ª         | 44"36       |                       |
| 2015 | Europei indoor | Praga   | 60 m piani  | Semifinale | 7"36        |                       |
| 2019 | Europei indoor | Glasgow | 60 m piani  | Semifinale | 7"41        |                       |